# Victor Dmitrievich Zotov
Victor Dmitrievich Zotov, född den 16 september 1908 i Vladivostok, död den 26 maj 1977 i Christchurch, var en ryskfödd nyzeeländsk botaniker som var specialiserad på Arundinoideae, främst Gramineae. 
Auktorsnamnet Zotov kan användas för Victor Dmitrievich Zotov i samband med ett vetenskapligt namn inom botaniken; se Wikipediaartiklar som länkar till auktorsnamnet.